# Chrysomelidae
Bube listare ili zlatice (Chrysomelidae) su porodica insekata iz reda tvrdokrilaca. Ova porodica obuhvata preko 37.000 (a verovatno bar 50.000) vrsta u više od 2.500 rodova, što je čini jednom od najvećih i najčešće susretanih od svih porodica buba. Poznate su brojne potporodice, neke od njih su navedene u nastavku. Tačan položaj u taksonomiji i sistematici će se verovatno promeniti sa tekućim istraživanjima.

## Sistematika

### Potporodice
Porodica Chrysomelidae obuhvata sledeće potporodice:

## Predatori
Poznato je da neke vrste osa, poput Polistes carolina, konzumiraju jaja Chrysomelidae vrsta nakon su položena u cveću.

## Literatura
- Löbl, Ivan; Smetana, Ales, ур. (2010). „Chrysomelidae”. Chrysomeloidea. Brill. стр. 337—643. ISBN 978-90-04-26091-7.